# Abu Asim Azmi
Abu Asim Azmi (né le 8 août 1955) est un homme politique indien, président du parti socialiste de l’état du Maharashtra (Maharashtra Samajwadi Party). Il a représenté l’Uttar Pradesh au Rajya Sabha, la chambre haute du Parlement indien de novembre 2002 à novembre 2008.

## Biographie
Tout le long de sa carrière, Azmi a lutté contre le harcèlement de la jeunesse musulmane, dans la foulée de plusieurs attaques terroristes à Bombay. Il a été le premier politicien à défendre la cause de Ishrat Jahan, une jeune fille tuée dans une fausse confrontation avec la police du Gujarat, près de Ahmedabad. On avait présumé qu'elle opérait avec des conspirateurs ayant pour plan d'assassiner le ministre en chef du Gujarat, Narendra Modi.

## Position sur le viol
Le 11 avril 2014, Abu Azmi déclare que « les femmes ayant des relations sexuelles extra-conjugales devraient être pendues ».